# HMS Berwick (1775)
HMS Berwick (1775) — 74-пушечный линейный корабль 3 ранга Королевского флота. Четвертый корабль Его величества, названный в честь города Бервик.
Заказан 12 декабря 1768. Спущен на воду 17 октября 1775 года на королевской верфи в Портсмуте. Вступил в строй в декабре 1777 года, капитан Кейт Стюарт.

## В британской службе
Участвовал в Американской революционной войне.
1778 — капитан Стюарт, был при острове Уэссан.
1779 — с флотом адмирала Харди в Канале. В сентябре в экспедиции в помощь о. Гернси. В декабре в эскадре Филдинга (англ. Fielding), ремонт и обшивка медью в Портсмуте.
1780 — 8 апреля вышел на Подветренные острова с эскадрой Уолсингема (англ. Walsingham), прибыл 12 июля. Перешел на Ямайку с Роули. В октябре застигнут ураганом на обратном переходе. Не имея возможности выбраться против ветра, был пронесён через Атлантику, нашел укрытие только в Милфорд-Хейвен, в Уэльсе..
1781 — февраль, ремонт в Плимуте; март, капитан Фергюссон (англ. fergusson), Северное море. В марте 1781 года на борт корабля был принят будущий адмирал Чарльз Экинс. 16 апреля вместе с HMS Belle Poule взял французский 32-пушечный приватир La Calonne в районе Форт.
Был при Доггер-банке. В 1781 году сэр Хайд Паркер поднял свой флаг на HMS Fortitude, в качестве командира эскадры, сопровождавшей 700 торговых судов из Лейта на Балтику. При возвращении с обратным конвоем сэр Хайд, с семью линейными кораблями, включая Berwick, и шестью фрегатами, 15 августа встретил голландского адмирала Зутмана, имевшего столько же кораблей и также в сопровождении конвоя, при Доггер-банке.
В результате боя на Berwick было 16 убитых и 58 раненых. Лейтенанты Шипси (англ. Shipsey) и Максвелл (англ. Maxwell), а также капитан Кэмпбелл (англ. Campbell) и лейтенант морской пехоты Стюарт (англ. Stewart) и шесть мичманов были ранены, лоцман и два мичмана убиты.
Август-сентябрь — ремонт в Ширнесс.
1782 — март, капитан Чарльз Фиппс (англ. Charles Phipps). Апрель, ремонт в Портсмуте. Сентябрь, с флотом лорда Хау был при снятии осады с Гибралтара и у мыса Спартель. Ушел в Вест-Индию (sic!) с эскадрой адмирала Хьюза, прибыл в 8 декабря.
С апреля 1786 по май 1787 — средний ремонт в Портсмуте.
Участвовал во Французских революционных войнах.
1790 — август, вошел в строй во время т. н. Испанского вооружения, капитан Бенджамин Колдуэлл (англ. Benjamin Caldwell), но в декабре выведен в резерв.
1793 — январь, повторно вошел в строй, капитан сэр Джон Коллинз (англ. John Collins). 22 мая ушел в Средиземное море; в конце года участвовал в операциях под Тулоном.
1794 — капитан Коллинз умер 24 марта, корабль принял капитан Уильям Шилд (англ. William Shield), затем в апреле капитан Джордж Кэмпбелл (англ. George Campbell), в мае капитан Джордж Генри Таури (англ. George Henry Towry), в июле капитан Уильям Сатерленд (англ. William Sutherland), и наконец, в октябре капитан Уильям Смит (англ. William Smith).
1795 — январь, капитан Адам Литлджон (англ. Adam Littlejohn). Захвачен французами. Berwick был взят 7 марта 1795 года тремя французскими фрегатами, в районе Кап Корс. Капитан Литлджон был в том бою единственным убитым. После его смерти лейтенант Несбит Палмер (англ. Nesbit Palmer) сдал корабль.

## Во французской службе
Вошел в состав Marine Nationale, не переименован.
1795 — сентябрь, вышел из Тулона на Ньюфаундленд с эскадрой де Ришери (фр. de Richerie), но натолкнулся на британский конвой из Смирны, и вернулся в Кадис с 30 призами.
1796 — 4 августа эскадра под прикрытием испанского флота снова вышла в Северную Америку. В сентябре уничтожила рыболовный флот на Ньюфаундлендской банке, в ноябре вернулась в Рошфор. Berwick перешел в Брест.
Участвовал в Наполеоновских войнах.
1805 — март, участвовал в экспедиции Миссиесси-Вильнёва в Вест-Индию. 2 июня был при штурме Даймонд Рок (коммодор Космао-Кержульен).
Октябрь, сражался при Трафальгаре, отбит британцами. Затонул 22 октября в районе Сан-Лукар, в шторм, во время буксировки.